# 硫酸鉄(III)
硫酸鉄(III)（りゅうさんてつ、Iron(III) sulfate）は、組成式 Fe2(SO4)3の化合物。無水和物といくつかの水和物があるが、普通は水溶液のまま用いる。FeSO4 水溶液に硫酸と硝酸を加えると褐色溶液として得られる。
溶液から得られる水和物はいずれも、ばら色ないしすみれ色の結晶。市販品ではn水和物も存在し、これは白色~微黄褐色の粉末である。注意して熱するとほとんど無色の無水塩（比重3.097）となる。いずれも水に可溶で、特に無水塩は強い潮解性を持つ。水溶液を熱すると塩基性塩を生ずる。媒染剤、鉄ミョウバンの原料。